# SMS Kaiser Franz Joseph I.
SMS Kaiser Franz Joseph I., mala krstarica Austro-ugarske ratne mornarice i vodeći brod klase Kaisera Franza Josepha I. Imenovana u čast cara Franje Josipa I. Austro-ugarskog, ova je krstarica sa svojim bratskim brodom Kaiserin Elisabethom izgrađena kao odgovor na talijanske krstarice Giovannija Bausana (1883.) i Etnu (1885.).